# Biên niên sử Nhà Kane
Biên niên sử Nhà Kane (The Kane Chronicles) là một bộ truyện ba phần thuộc thể loại phiêu lưu kỳ ảo có nội dung dựa trên Thần thoại Ai Cập Cổ đại của nhà văn người Mỹ Rick Riordan. Bộ truyện này được đặt trong bối cảnh cùng một vũ trụ với các tác phẩm khác của Riordan bao gồm Biên niên sử Trại Con Lai (Percy Jackson, Các anh hùng của đỉnh Olympus, Những thử thách của Apollo), Magnus Chase và các Vị thần của Asgard.
Câu chuyện được hai nhân vật chính là hai anh em ruột, người anh Carter và cô em gái Sadie Kane, luân phiên kể lại ở ngôi thứ nhất. Hai anh em có sức mạnh ma thuật kỳ diệu và là hậu duệ của hai Pharaoh là Narmer và Ramses Đại đế. Họ cùng bạn bè của mình phải đương đầu với các vị Nam thần và Nữ thần Ai Cập Cổ vẫn còn đang hiện diện và can thiệp đến thế giới hiện đại ngày nay.

## Ý tưởng ban đầu
Tác giả Rick Riordan, vốn là một giáo viên các môn xã hội tại một trường trung học cơ sở, nói rằng ý tưởng về bộ truyện The Kane Chronicles chợt đến với ông khi ông nhận thấy truyền thuyết cổ đại hấp dẫn nhất và hơn cả Thần thoại Hy Lạp chỉ có thể là những câu chuyện về Ai Cập Cổ đại. Trước đó, Riordan đã viết và xuất bản vài cuốn trong bộ Percy Jackson và các vị thần trên đỉnh Olympus có nội dung chủ yếu về sự tương tác của thần Hy Lạp với thế giới hiện đại. Ý tưởng về hai người hùng cùng kể lại một câu chuyện được nhen nhóm từ khi ông còn đi dạy. Carter và Sadie Kane là hai nhân vật chính, lấy cảm hứng từ các học trò của ông. Ông tôn trọng truyền thống lâu đời của phương Tây về việc tách lịch sử Ai Cập khỏi lịch sử của các xã hội châu Phi khác.

## Bộ ba tiểu thuyết
Phần có tựa đề "Ghi chú của tác giả" ở đầu và cuối của cuốn sách trong bộ truyện giải thích cho độc giả rằng câu chuyện là một bảng chép lại của các bản ghi âm mà Rick Riordan nhận được từ Carter và Sadie Kane. Câu chuyện diễn ra trong cùng một vũ trụ như những cuốn Biên niên sử của Trại Con Lai và Magnus Chase và các vị thần của Asgard cũng như vài tài liệu tham khảo từ nhiều cuốn sách khác. Trong ba tiểu thuyết chính, chỉ có hai nhân vật - Drew Tanaka và Lacy - là xuất hiện ở cả ba cuốn tiểu thuyết.

### Kim Tự Tháp Đỏ
Cuốn sách đầu tiên trong series, The Red Pyramid, được phát hành vào ngày 4 tháng 5 năm 2010. Câu chuyện được kể như một bản sao của một bản thu âm của Sadie và Carter Kane, nêu chi tiết sự nổi lên của các vị thần Ai Cập trong thế giới hiện đại.

### Ngai vàng Lửa
Cuốn thứ hai trong series, The Throne of Fire, được phát hành vào ngày 4 tháng 5 năm 2011. Cuốn sách diễn ra khoảng ba tháng sau sự kiện của cuốn sách đầu tiên, The Red Pyramid.

### Bóng Rắn
Tập thứ ba và cuối cùng, The Serpent's Shadow, được phát hành vào ngày 1 tháng 5 năm 2012. 

## Đường dẫn ngoài
- Các Kane Chronicles ở thế Giới của Rick Riordan (Disney: readriordan.com)
- Rick Riordan Huyền thoại Chủ Lưu trữ ngày 19 tháng 10 năm 2014 tại Wayback Machine ở nhà xuất bản Sách chim cánh Cụt (ANH)
- Kane ý tưởng hoạt động và giảng dạy tại RickRiordan.com
- Loạt truyện Percy Jackson Universe được liệt kê tại Internet Speculative Fiction Database